# Rio Santo Antônio (Paraná)
Der Rio Santo Antônio (portugiesisch Rio Santo Antônio, spanisch Río San Antonio) ist ein etwa 147 km langer Fluss im Südwesten des brasilianischen Bundesstaats Paraná. Er fließt auf der Grenze zwischen Paraná und der argentinischen Provinz Misiones.

## Geschichte
Die Mündung des Rio Santo Antônio wurde 1788 und seine Quellen 1791 entdeckt.
Der Fluss bildet die Grenze zwischen Paraná und Argentinien, die nach einem vom damaligen US-Präsidenten Grover Cleveland am 5. Februar 1895 ausgehandelten Grenzabkommen gezogen wurde. Die endgültige Festlegung der Grenze erfolgte 1898 mit der Unterzeichnung eines Abkommens zwischen Brasilien und Argentinien durch den Außenminister Dionísio Evangelista de Castro Cerqueira. Dieser Prozess wurde als die Frage von Palmas bekannt.

## Geografie

### Lage
Das Einzugsgebiet des Rio Santo Antônio befindet sich auf dem Terceiro Planalto Paranaense (Dritte oder Guarapuava-Hochebene von Paraná) südöstlich von Foz do Iguaçu.

### Verlauf
Sein Quellgebiet liegt im brasilianischen Teil der brasilianisch-argentinischen Zwillingsstadt Santo Antônio do Sudoeste / San Antonio auf 517 m Meereshöhe nahe der Wasserscheide zwischen Rio Iguaçu und Rio Uruguay.
Der Fluss verläuft in nördlicher Richtung. Er fließt zwischen den Munizipien Capanema und Comandante Andresito (Misiones in Argentinien) von links in den Rio Iguaçu. Er mündet auf 215 m Höhe.  Er ist etwa 147 km lang.
Die Entfernung zwischen Ursprung und Mündung in den Rio Iguaçu beträgt 62 km.

### Munizipien im Einzugsgebiet
Die Liste der Munizipien umfasst nach dem Quellort Santo Antônio do Sudoeste:
- rechts: Pranchita, Pérola d’Oeste, Planalto und Capanema
- links: San Antonio, Comandante Andresito[4]

### Zuflüsse
Die wichtigsten der Nebenflüsse sind:
- rechts: Rio Lajeado Grande, Rio Lajeado Liso
- links die Arroyos Rolador, Tigre, Pesado, Ciento Treinta, da las Antas, de las Piedras, de la Marca, de los Patos, de la Cascada, Deseado, Itá, Melita[4]

## Umwelt

### Schutzgebiete
Im argentinischen Munizip San Antonio liegt das Naturschutzgebiet Reserva Natural Estricta San Antonio.